# Hrabstwo Marshall (Indiana)

Piramida wieku hrabstwa

Hrabstwo Marshall (ang. Marshall County) – hrabstwo w stanie Indiana w Stanach Zjednoczonych.

## Geografia
Według spisu z 2010 roku obszar całkowity hrabstwa obejmuje powierzchnię 449,74 mili2 (1164,82 km²), z czego 443,63 mili2 (1149 km²) stanowią lądy, a 6,11 mili2 (15,82 km²) stanowią wody. Według szacunków United States Census Bureau w roku 2012 miało 47 024 mieszkańców. Jego siedzibą administracyjną jest Plymouth.

### Miasta
- Argos
- Bourbon
- Bremen
- Culver
- La Paz
- Plymouth